# 墺土戦争 (1787年-1791年)
墺土戦争（おうとせんそう、英: Austro-Turkish War、土: 1787-1791 Osmanlı-Avusturya Savaşı）は、1787年から1791年までオーストリアとオスマン帝国との間で行われた戦争である。同時期の露土戦争と並行して行われた。

## 開戦の背景
戦争は露土間の紛争として始まった。18世紀のオスマン帝国とエカチェリーナ2世率いるロシア帝国の関係は度重なる戦争により常に悪化していた。1787年8月オスマン帝国はロシアの「数々の挑発」に対し、耐えかねた為ロシアに対して宣戦布告した。1781年にロシアとの同盟を締結していたオーストリアはこの機会に介入を狙っていた。同盟により「全力でロシアを援助する義務」を課されていたこともあるが、ヨーゼフ2世が1783年から1784年までのクリミアと同様に機会を逃したくなかったことも参戦の一因だった。
しかし、当時のオーストリアは所領の飛び地であったオーストリア領ネーデルラントでの支配に対する不満の高まりや北方の新興国プロイセン王国の脅威の高まりなどに直面していた為、参戦は（Hochedlingerによると）「これ以上不都合なタイミングがなかった」時期になされた。
同じくHochedlingerによると、オスマン帝国は宣戦布告にあたってミスをした。ロシアの視点では「紛争が侵略者からの防衛戦争であるとヨーロッパ大衆に示すことができるようになった。オスマン側の敵意により、フランスはロシアの貪欲からスルタンを守るという伝統的な役割を果たしにくかった」。

## 戦争の経過
オーストリアは1788年2月に開戦した時点で簡単に勝利する機会を失ってしまった。ロシアの準備が遅かったせいでオスマン軍がベオグラードに集結してしまったのであった。オーストリアはロシアがモルダヴィアで支援することに頼っていたが、それは1788年末のことであり、またヨーゼフ2世はオスマン軍と戦いたくないという様子だった。7月、オスマン軍がドナウ川を越えてオーストリア領バナトに進攻した。両軍とも物資不足に悩まされたほか、疫病の流行がオーストリア軍を苦しめた。さらに、5万人ものセルビア人難民がドナウ川を越えてやってきたため、オーストリア軍に兵站上の問題が生じてしまった。これに対し、ヨーゼフ2世が8月中旬に20,400人をバナトに派遣したほか、それまでのオスマン帝国との紛争から逃れてきたセルビア難民から組織されたセルビア義勇軍の兵士5千人がバナトに集結した。彼らはセルビア解放とハプスブルク統治を望み、そのために戦った。
その後はオーストリア軍が戦争を有利に進めた。オスマン軍はバナトとボスニアから追い出され、ベオグラードも老齢のエルンスト・ギデオン・フォン・ラウドン元帥による3週間の包囲戦で落城した。これによりハプスブルク占領下のセルビアが設立された。アレクサンドル・スヴォーロフを総指揮官とした墺露連合軍はフォクシャニの戦い（1789年8月）とルムニクの戦い（1789年9月）で連勝、またフリードリヒ・ヨシアス・フォン・ザクセン＝コーブルク＝ザールフェルトがブカレスト攻略に成功した。

## 前線の惨状
最前線のオーストリア軍はマラリアなどの病気に襲われた。ブラウンベーレンスによると、1788年のオーストリア軍では「エピデミック」の様相を呈し、「ラザレットは満員で、軍の半分が病気であり、数千人の兵士が死亡した」。ヨーゼフ2世は戦時中は最前線にいたため病気に襲われた1人となった。ヨーゼフ2世は1788年11月に一旦オーストリアに帰還するも回復せず、1790年2月20日に崩御した。

## 結果

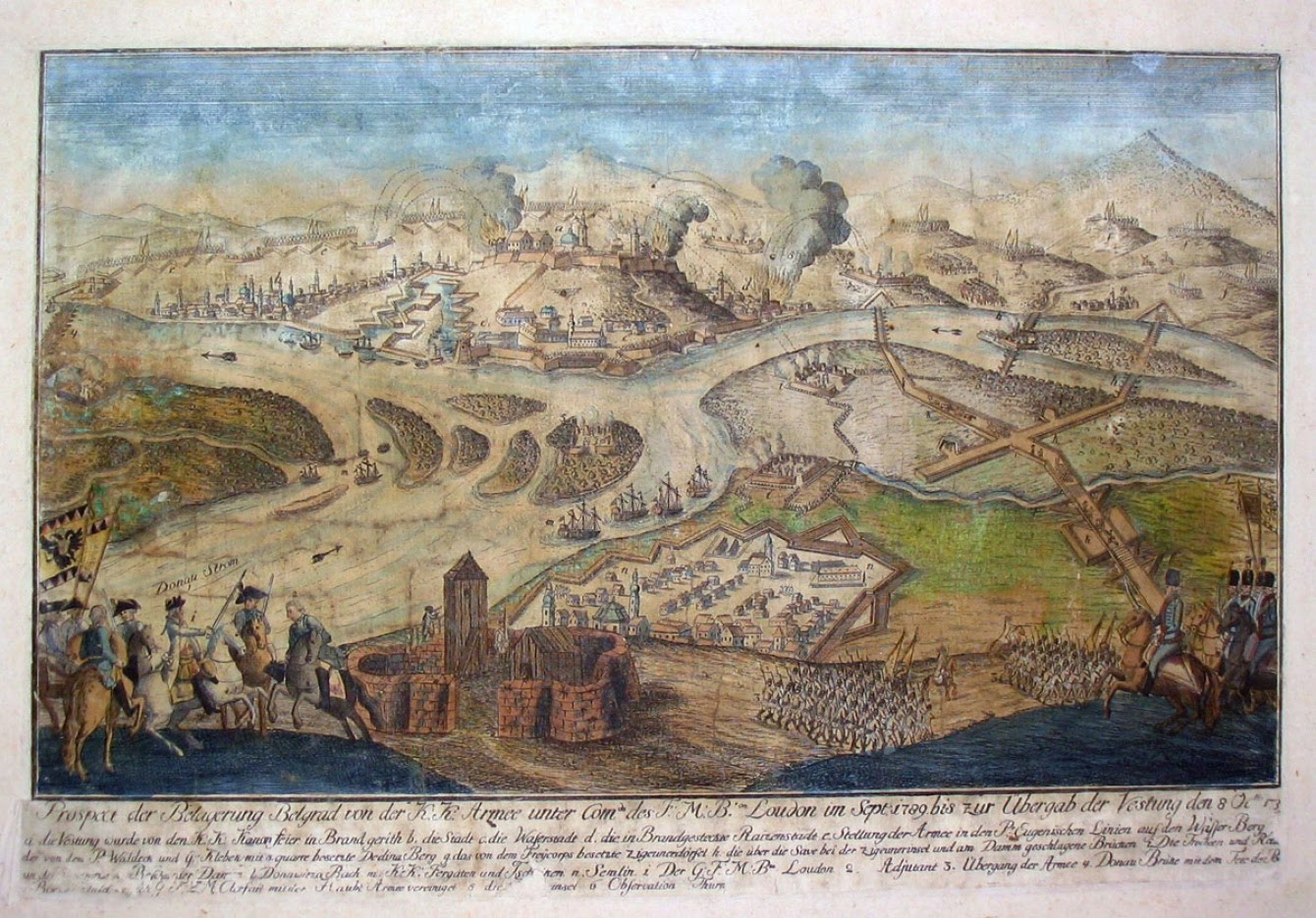
1789年のベオグラード包囲戦。オーストリアはベオグラードなどの占領地をオスマン帝国に返還した。

ヨーゼフ2世の後を継いだレオポルト2世だったが、プロイセン王国がオスマン帝国を支持して介入してくる脅威があったため講和をしなければならない状況となった。その結果1791年8月4日に結ばれたシストヴァ条約ではオーストリアは成果に乏しく、オルショヴァとボスニア＝クロアチア国境にある小さな領地以外は戦時中に占領した土地をオスマン帝国に返還した。
一方、ロシアは黒海沿岸のクリミア半島とオチャーコフで領土を勝ち取り、1792年1月9日のヤシ条約でオスマン帝国に認めさせた。オスマン帝国にとって、この戦争は長きにわたる帝国の衰退における目立った事件だった。
セルビアは戦前にはオスマン帝国の統治下にあり、激戦地であったが、戦後もオスマン帝国領のままとなった。しかし、この戦争はセルビアの歴史に大きな影響を与えた。ライッチ（Rajić）は下記のように記述した。

16、17、18世紀の戦争によりセルビア人の間ではオーストリアだけが（セルビアをオスマン帝国から解放してくれることに）手伝うだろうという意識が根付いていた。しかし、この意識はコチナ・クライナと最後の墺土戦争（1788年 - 1791年）で大きく揺らいだ。セルビア人がオスマン軍に対し奮戦し、多くの損害を出したにもかかわらず、皇帝はセルビアを見捨ててスルタンと講和した。これは、セルビア解放の役割をロシアに奪われる契機となってしまった。

## オーストリアにおける影響
この戦争はオーストリア、特にウィーンの経済に悪影響を及ぼした。カリンジャーはこう書いている。

ヨーゼフ2世は国内改革を進める時間と資金を得るためには外交の安定が必要だった。戦争が改革に弊害を与える事くらい分かり切っていることだが、ヨーゼフ2世の積極的対外政策は同じく積極的対外政策を推し進めていたエカチェリーナ2世と結びつき、1787年から1790年にはオスマン帝国に対する戦争へ発展してしまった。案の定、戦争は国内経済に打撃を与えた。国債は翌年には2,200万グルデンに急増し、1790年には4億にまで増えた。食料価格と税金が高騰し、新しい徴兵令が施行されると、ウィーンに不穏な空気が漂うこととなり、実際1788年から1789年の小麦の凶作ではウィーンで暴動が発生することとなってしまい、皇帝は人気を失った。

ソロモンによると、「文化界の意気すらも削がれた。徴兵を恐れた多くの貴族が家族を連れてウィーンを脱出、皇帝ヨーゼフに対する幻滅が広まった。彼が啓蒙改革運動を行う承諾を反故にしたとみられたのだった」。このため、ウィーン全体の音楽活動も停滞し、特にモーツァルトは宮廷音楽家としての仕事すら失って経済的に困窮し、翌1791年に早世する。